# Mkabayi kaJama
La princesse Mkabayi kaJama (1750-1843) est la fille du roi zoulou, Jama kaNdaba. Elle connue pour avoir contribué à la stabilité de la nation zouloue et au maintien de la lignée du monarque zoulou.

## Biographie

### Enfance
Selon l’histoire orale Mkabayi est née jumelle, et la coutume zouloue voulait que l’une des deux filles soit tuée à la naissance pour éviter la colère des ancêtres et que la malchance ne s’abatte sur la tribu. Mais le roi Jama en décida autrement et épargna Mkabayi et sa sœur Mmama.

### Cheffe de tribu
Mkabayi kaJama était l'une des tantes du roi Chaka, elle fut à l'origine de la création de la tribu des abaQulusi. Personnalité forte et sœur aînée de Senzangakhona, le père de Chaka, elle fut l'une des rares à soutenir Nandi (mère de Chaka) ainsi que le futur roi durant son enfance. Pour la récompenser, Chaka lui confia des responsabilités militaires près de l'actuel Ulundi. Mais, avec le temps, elle devint dangereuse pour le roi, elle distillait le doute autour d'elle sur l'implication de Chaka dans la mort de sa mère Nandi. Pour s'en débarrasser, le roi l'envoya à ebaQuluseni, près de l'actuel village de Hlobane, où elle fonda la puissante tribu des abaQulusi qui joua un grand rôle dans les guerres qui suivirent,.
Elle mourut seule et bannie en 1840 ou 1843.

## Postérité
Mkabayi kaJama est créditée d'avoir apporté la stabilité dans la nation zouloue et assuré le maintien de la lignée du monarque zoulou.

#### Fiction
- (zu) C. T Msimang, Buzani KuMkabayi, Pretoria, De Jagger, 1982 (ISBN 978-0798609999).
- (en) Daphne Olivier, The Ebony Elephant, KZN Books, 1996 (ISBN 9781875063284).
- (en) Mandla Langa, The Memory of Stones, Lynne Rienner Pub, 2000 (ISBN 978-0894108662).